# Roberto Mussi
Roberto Mussi (ur. 25 sierpnia 1963 w Massie) – włoski piłkarz występujący na pozycji obrońcy. Jest wychowankiem US Massese. Następnie grał kolejno w takich zespołach jak Parma FC, AC Milan i Torino FC. W sezonie 1987/1988 razem z Milanem wywalczył mistrzostwo kraju. Piłkarska karierę Mussi zakończył w 1999 roku w Parmie. W reprezentacji Włoch zadebiutował 13 października 1993 roku w wygranym 3:1 meczu ze Szkocją. Razem z drużyną narodową brał udział w Mistrzostwach Świata 1994 i Euro 1996. Dla reprezentacji rozegrał łącznie 11 meczów.